# Leonard Hoffmann, Baron Hoffmann

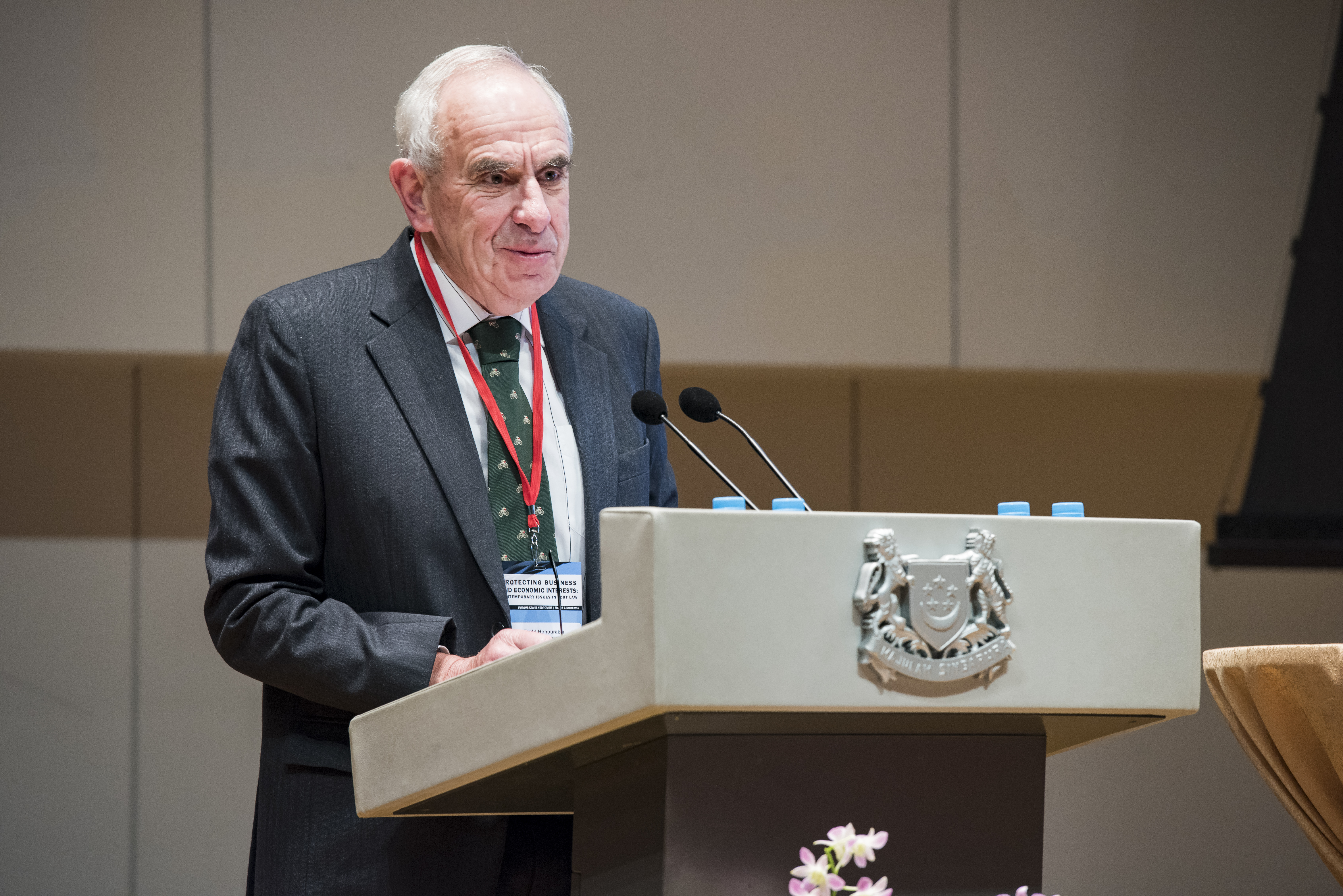
Leonard Hoffmann, Baron Hoffmann

Leonard „Lennie“ Hubert Hoffmann, Baron Hoffmann Kt PC QC (* 8. Mai 1934 in Kapstadt) ist ein britischer Jurist, der zuletzt von 1995 bis 2009 Lordrichter (Lord of Appeal in Ordinary) war und seit 1995 als Life Peer Mitglied des House of Lords ist.

## Leben
Hoffmann absolvierte nach dem Schulbesuch ein Studium der Rechtswissenschaften an der Universität Kapstadt und war anschließend zwischen 1958 und 1960 als Rechtsanwalt am Obersten Gerichtshof von Südafrika (Supreme Court of South Africa) tätig. Danach war er von 1961 bis 1973 Fellow für Zivilrecht am University College der University of Oxford. 1964 erhielt er seine anwaltliche Zulassung bei der Rechtsanwaltskammer von Gray’s Inn, die ihn 1984 zum Bencher ernannte. In der Folgezeit war er als Barrister tätig und erhielt 1977 seine Ernennung zum Kronanwalt.
1977 erfolgte die Berufung Hoffmanns, der zwischen 1976 und 1978 Mitglied der Königlichen Spielkommission (Royal Commission of Gambling) war, zum Richter am Appellationsgericht von Jersey und Guernsey, an dem er bis 1985 tätig war. Daneben war er zwischen 1983 und 1992 Mitglied des Rates für juristische Bildung sowie von 1985 bis 1994 Direktor der English National Opera. Für seine Verdienste wurde er 1985 Knight Bachelor und führte fortan den Namenszusatz „Sir“.
Hoffmann wurde 1988 als Richter an die für Wirtschafts-, Kartell-, Erb- und Grundbesitzrecht zuständigen Chancery Division (Kanzleiabteilung) des High Court of Justice berufen und wirkte dort bis 1992. Im Anschluss folgte 1992 seine Ernennung zum Lord Justice of Appeal und damit zum Richter an dem für England und Wales zuständigen Court of Appeal, an dem er bis 1995 tätig war. In dieser Zeit wurde er 1992 Privy Councillor und erhielt darüber 
hinaus 1992 eine Ehrendoktorwürde im Zivilrecht (Hon. DCL.) der City University London sowie 1995 der University of the West of England (UWE). Ferner war er zwischen 1991 und 2009 Präsident der Britisch-Deutschen Juristenvereinigung und wurde 1992 auch Fellow des Queen’s College der University Oxford.
1995 erfolgte seine Berufung zum Lordrichter (Lord of Appeal in Ordinary) und dadurch mit dem Titel Baron Hoffmann, of Chedworth in the County of Gloucestershire, zum Mitglied des House of Lords aufgrund des Appellate Jurisdiction Act 1876. Das Amt des Lordrichters übte er bis 2009 aus und ist daneben seit 1998 nichtständiger Richter am Letztinstanzlichen Berufungsgericht von Hongkong (Hong Kong Court of Final Appeal). In dieser Zeit wurde ihm 2003 ein weiterer Ehrendoktor von der University of Gloucestershire verliehen und er wurde darüber hinaus 2006 Fellow des Chartered Institute of Taxation.
Am 20. April 2009 folgte ihm Lawrence Collins, Baron Collins of Mapesbury als Lord of Appeal in Ordinary.